# Liceo de Cervantes
El Liceo de Cervantes es un colegio privado católico en Colombia. Cuenta con dos sedes en Bogotá, denominadas Liceo de Cervantes Norte y Liceo de Cervantes El Retiro, así como una sede en Barranquilla. Desde sus inicios y durante varias décadas, especialmente mientras fue regentado por sacerdotes españoles, el colegio se caracterizó por formar a parte de la élite académica del país, graduando a futuras figuras de gran importancia como políticos, empresarios y científicos, entre otros. La comunidad religiosa que regenta esta institución es la Orden de San Agustín.

## Historia
Fue fundado en Bogotá en 1934 por Jesús Casas Manrique, miembro de una familia afamada por sus contribuciones a la educación y la enseñanza. Inicialmente se denominó Liceo de la Infancia, pero en 1937 cambió su denominación a Liceo de Cervantes. En 1949 el colegio es adquirido por la comunidad española de los Padres Agustinos, que lo regentó entre 1950 y 1991. Tras la separación administrativa de la Provincia Nuestra Señora de Gracia de Colombia, con la que la rama colombiana y la rama española adquirieron autonomía administrativa, la comunidad religiosa quedó compuesta casi en su totalidad por sacerdotes colombianos desde comienzos de la década de 1990.  

## Planta física
En sus inicios, el colegio funcionó en sedes pequeñas, como la Quinta de Aranjuez, hasta que la demanda de cupos hizo necesaria la adquisición de un espacio más amplio para dar cabida a los numerosos alumnos que querían ingresar al plantel. 
La primera sede propia, ubicada en el tradicional barrio bogotano de El Retiro, fue construida en 1943 sobre diseños del arquitecto Ernst Blumental e inaugurada en 1944 por el Nuncio Apostólico en presencia de las autoridades civiles, militares, académicas y eclesiásticas de la época. El edificio fue declarado inmueble de conservación patrimonial por las autoridades distritales, en consideración de su elevado valor histórico y arquitectónico. La capilla del colegio es muy solicitada para la celebración de matrimonios. 
La segunda sede del Liceo de Cervantes fue inaugurada en Barranquilla, en 1966.
Una tercera sede al norte de Bogotá fue inaugurada el 14 de octubre de 1976 por los reyes de España, Juan Carlos I y Sofía, de lo cual da testimonio una placa fijada en la fachada principal del edificio. En 1979 se inició la ampliación de esta sede con la construcción del coliseo Benito Martínez Pastor O.S.A., inaugurado en 1983, y la adecuación de dos laboratorios y un teatro. En 1991 se consagró una capilla, obra en la que sobresalen la estructura de su cubierta y el delicado trabajo de sus vitrales.

## Desempeño académico
Los resultados obtenidos por los alumnos del Liceo de Cervantes en los exámenes del Estado, administrados por el ICFES, han colocado a este plantel con regularidad en los primeros puestos dentro de la escala de desempeño académico en Colombia. Las 3 sedes tienen desempeño "Muy Superior" en esta prueba. Sus estudiantes han obtenido puestos protagónicos en concursos locales de ortografía, así como en las Olimpíadas Colombianas de Física y Matemáticas.

## Responsabilidad social
A lo largo de su existencia, el Liceo ha organizado actividades benéficas en pro de la niñez de sectores menos favorecidos. Entre 1950 y 1982 se realizaron colectas de dinero entre los alumnos para apoyar una actividad social conocida como "Las misiones", que miembros de la Orden Agustina adelantaban en territorios apartados del país con fines de evangelización. Esta iniciativa, liderada durante años por la legendaria educadora Josefina Díaz Otálora (conocida cariñosamente entre el alumnado como "Pepita"), favoreció una mayor conciencia social en los alumnos, entre quienes durante varias décadas se contaron miembros de varias de las familias más influyentes del país. Desde finales del siglo XX, las obras sociales del Liceo de Cervantes se concentran en programas educativos ofrecidos a través de la Fundación Ciudad de Dios, que lleva el nombre de una de las obras de San Agustín de Hipona, patrono del colegio.

## Reconocimientos
El Liceo de Cervantes ha recibido numerosos reconocimientos, entre ellos, las más altas condecoraciones civiles del Gobierno nacional. En 1984, con ocasión de los 50 años del colegio, la ministra de Educación Nacional, Doris Eder de Zambrano, le otorgó la medalla Simón Bolívar y en ese mismo año el presidente de la República, Belisario Betancur, le confirió la medalla Camilo Torres. Mediante decreto 1174 del 31 de mayo de 2002, el colegio recibió la Orden de Boyacá en el grado Cruz de Plata, entregada por el ministro de Relaciones Exteriores Guillermo Fernández de Soto, en ceremonia realizada en el Palacio de San Carlos de Bogotá con ocasión de la conmemoración de los 400 años de la fundación de la Provincia Agustiniana de Nuestra Señora de Gracia. 
El 28 de agosto de 2009, día de la festividad de San Agustín de Hipona, patrono del colegio, el Ministerio de Educación Nacional de Colombia otorgó al colegio la Orden Simón Bolívar al Mérito Educativo y en esa misma fecha el presidente de la República, Álvaro Uribe Vélez, expidió el decreto ejecutivo mediante el cual confiere la Orden Nacional al Mérito en el grado de Cruz de Plata al Liceo de Cervantes, por su contribución al desarrollo en la educación en Colombia y en el marco de las celebraciones del septuagésimo quinto aniversario de fundación del plantel. La condecoración le fue entregada al Rector del colegio por el vicepresidente de la República, Francisco Santos Calderón, en el marco de una ceremonia especial llevada a cabo en Bogotá el 18 de noviembre de 2009.
El 31 de mayo de 2012, el religioso agustino español y varias veces rector del Liceo de Cervantes, Fray Gregorio Tomás Román, recibió de manos del Embajador de España en Colombia la condecoración de la Orden de Isabel la Católica que le fue conferida por el rey Juan Carlos I de España. La ceremonia tuvo lugar en la capilla del Liceo de Cervantes Norte, en presencia de numerosos invitados especiales.

## Efemérides
En el año 2009 se conmemoró el 75° aniversario de la fundación del Liceo de Cervantes. En agosto, mes en que se celebra la conversión de San Agustín, patrono del colegio, se ofició una misa solemne cantada y concelebrada por el Provincial de la Orden de San Agustín en Colombia y los rectores de las tres sedes en la capilla del Liceo de Cervantes El Retiro. Durante la Eucaristía tuvo lugar la bendición de los estandartes y la apertura formal de las celebraciones. A continuación, se ofreció una cena en las instalaciones del colegio, con participación de miembros de la Comunidad Agustina, profesores titulares y pensionados, exalumnos destacados y algunos alumnos de diversos cursos. El acto contó también con la participación de José Joaquín Casas Fajardo, hijo del fundador del colegio y exalumno del mismo, quien dirigió unas emotivas palabras a los asistentes, y de Enrique Peña Cañón, Presidente de la Asociación Nacional de Exalumnos del Liceo de Cervantes.

El 28 de agosto de 2009, día de la solemnidad de San Agustín, se llevaron a cabo en la sede Norte los actos conmemorativos del septuagesimoquinto aniversario de la fundación del Liceo de Cervantes con nutrida presencia de alumnos, exalumnos distinguidos, frailes y postulantes de la Orden de San Agustín -incluidos aquellos que a la fecha cursaban el prenoviciado-, religiosas del Colegio de Nuestra Señora del Buen Consejo (plantel educativo hermanado con el Liceo de Cervantes por estar bajo la tutela de la rama femenina de la Comunidad Agustina), profesores en uso de buen retiro y representantes de los medios de comunicación. Una Eucaristía solemne fue concelebrada por varios sacerdotes a la cabeza de los cuales presidía el Secretario General de la Conferencia Episcopal Colombiana, Monseñor Juan Vicente Córdoba Villota, Obispo Auxiliar de Bucaramanga y exalumno del colegio. 
Tras la Misa solemne se ofreció un brindis y un almuerzo en las instalaciones del colegio. Durante el acto se rindió homenaje a numerosos educadores colombianos y españoles -algunos activos y otros en uso de buen retiro- que han hecho historia en el Liceo de Cervantes, entre ellos, Mercedes Lizcano (español), Armando Parra (química y matemáticas), José Javier Otaduy (química, físico-química, álgebra), Dagoberto Calderón (geografía, ciencias sociales), Clemencia Carrasco (religión), Fabiola González (matemáticas), Humberto Pérez (dibujo técnico, artes), Henry Guevara (educación física), Eduardo Eraso (matemáticas), Javier Martínez (matemáticas), Gonzalo Buitrago (literatura) y Gerardo Bolaños (matemáticas). También se hizo un reconocimiento a legendarias figuras en retiro que pertenecieron por décadas a la planta de personal administrativo del colegio, entre ellos, Roberto Baracaldo (portero) y José María Roldán (administrador de la cafetería de la sede Norte).
Como testimonio tangible de la celebración, se bendijo e inauguró en la plazoleta de entrada del colegio la escultura De Trinitate ("Sobre la Trinidad"), una representación alegórica relativa a un pasaje real que vivió San Agustín cuando recorría una playa y encontró a un niño a orillas del mar tratando de meter todas las aguas en un pequeño agujero en la arena, con lo que el pequeño le dio a entender al santo de Hipona que es más fácil verter todo el océano en ese pequeño agujero que para el hombre comprender el misterio de la Santísima Trinidad.

## Exalumnos destacados y año de graduación

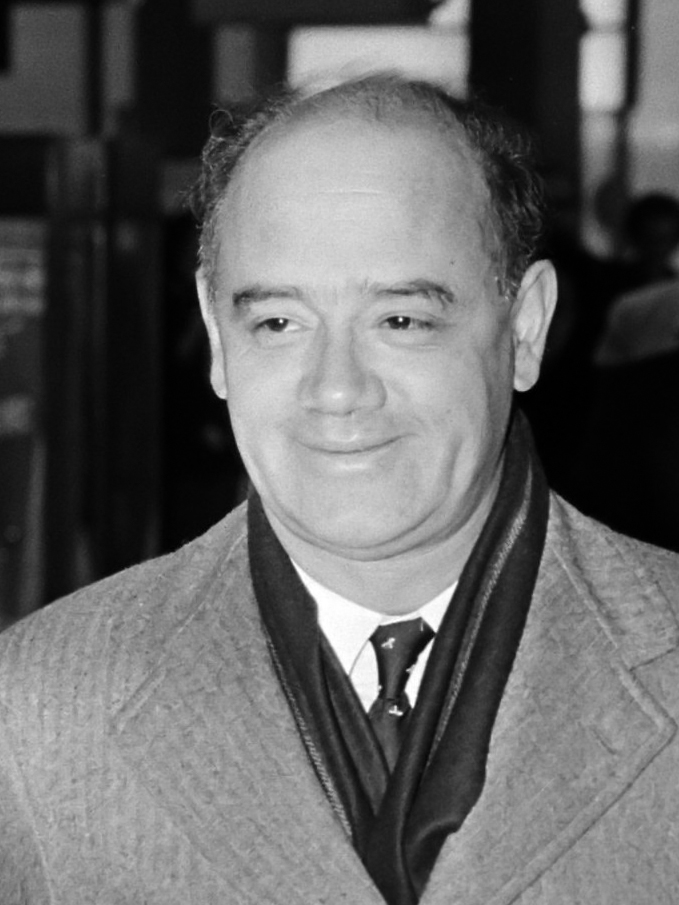
Diego Uribe Vargas

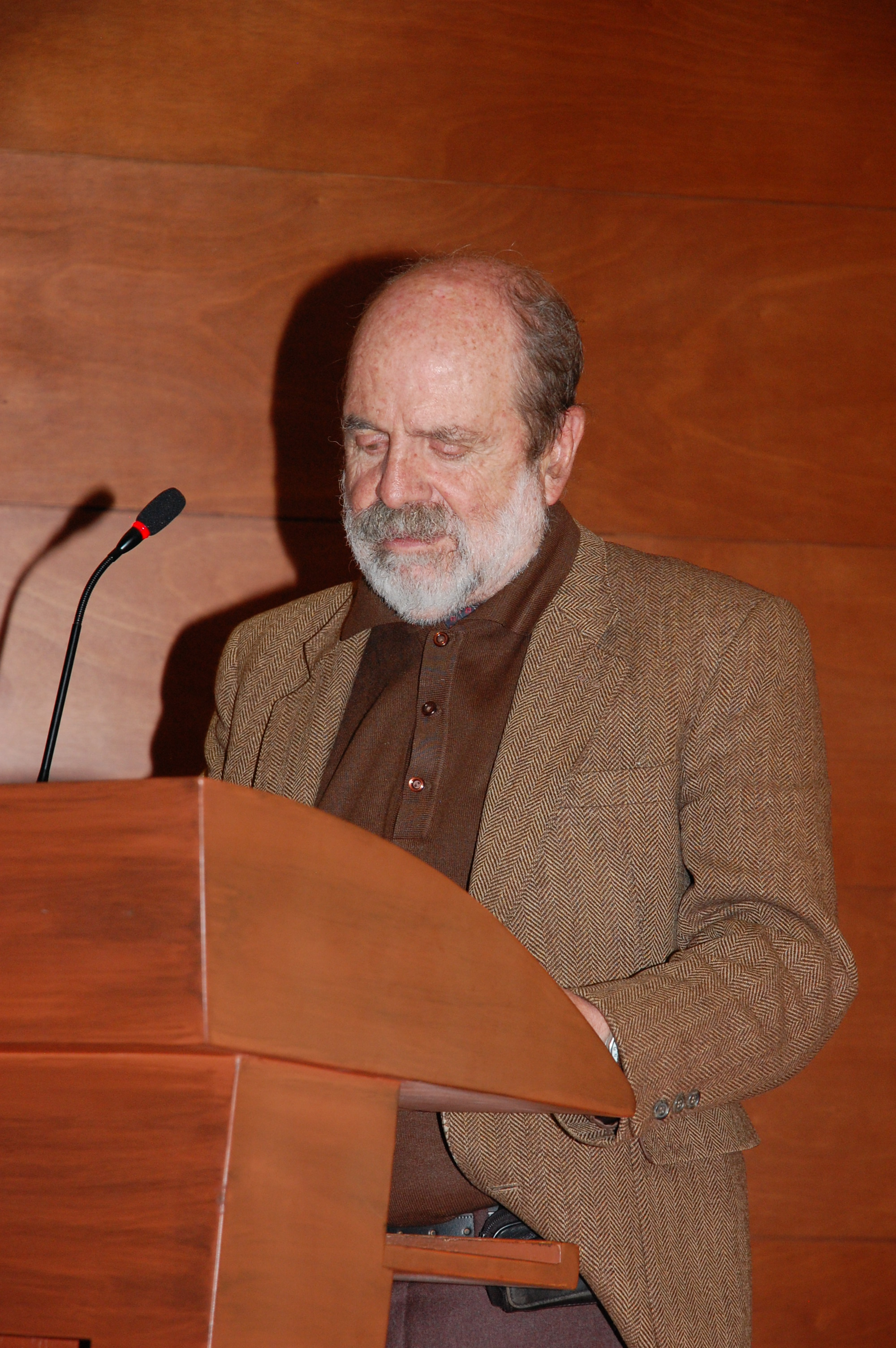
Germán Borda Camacho

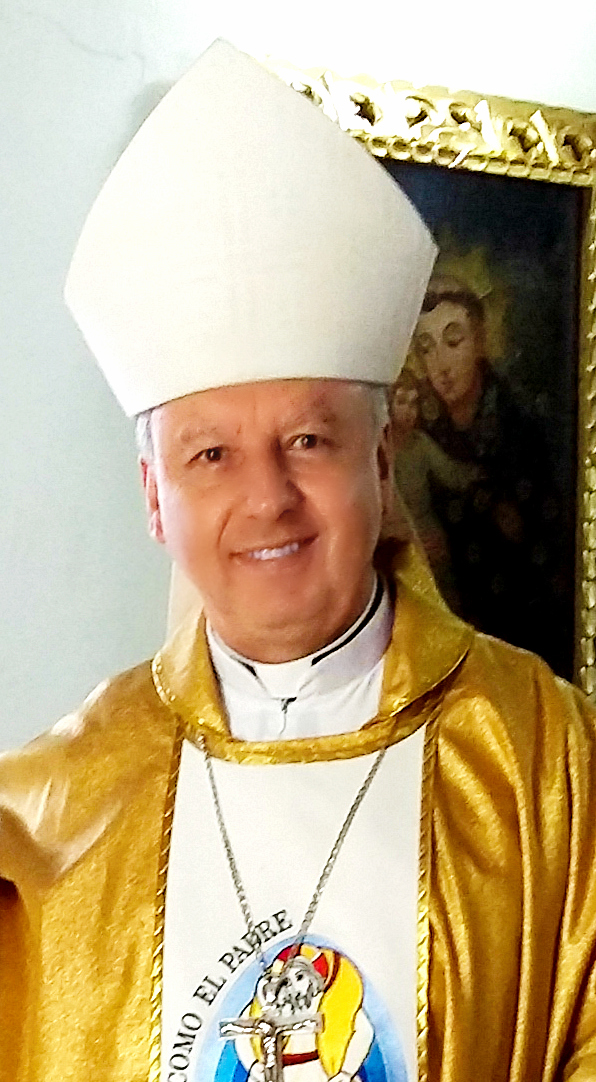
Juan Vicente Córdoba Villota

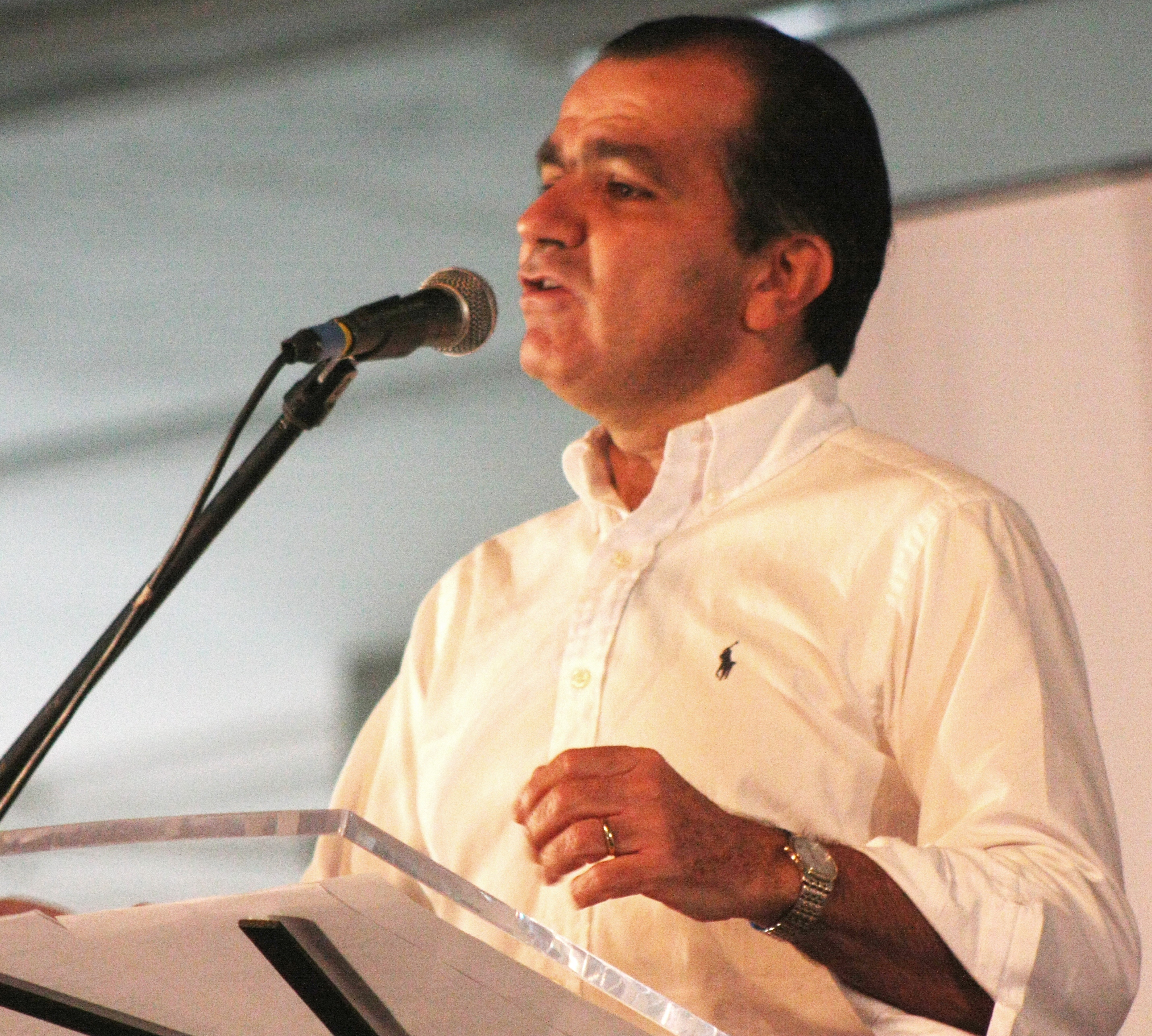
Óscar Iván Zuluaga Escobar

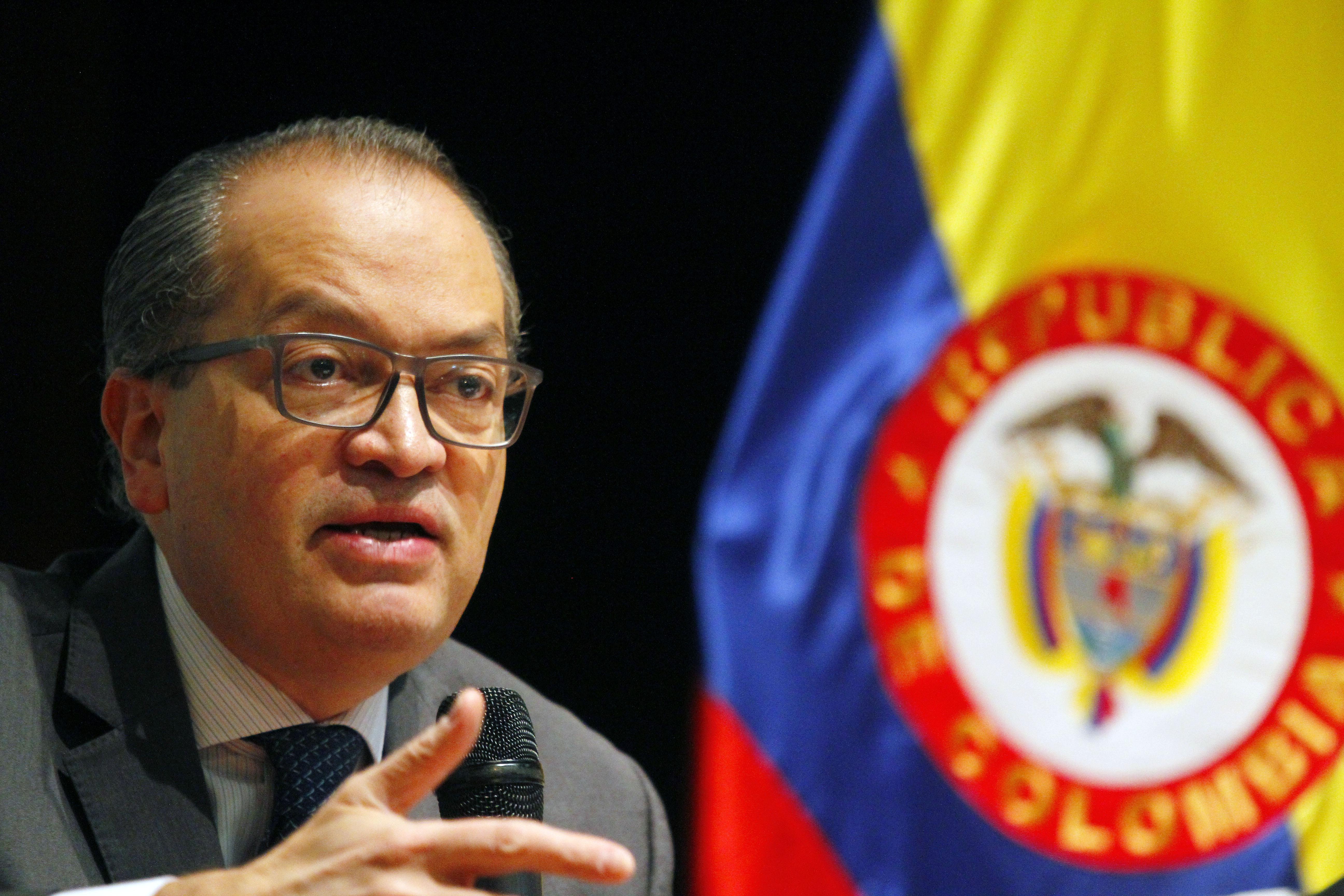
Fernando Carrillo

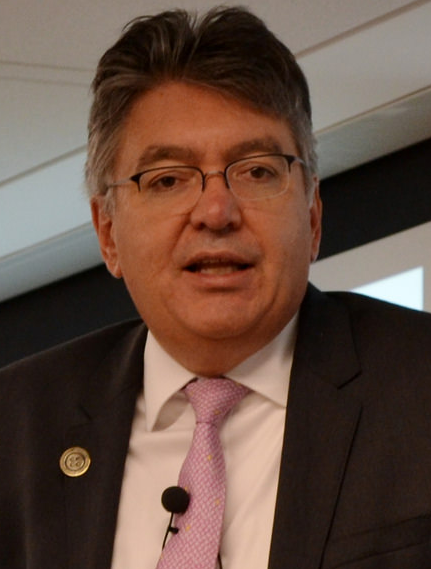
Mauricio Cárdenas Santamaría

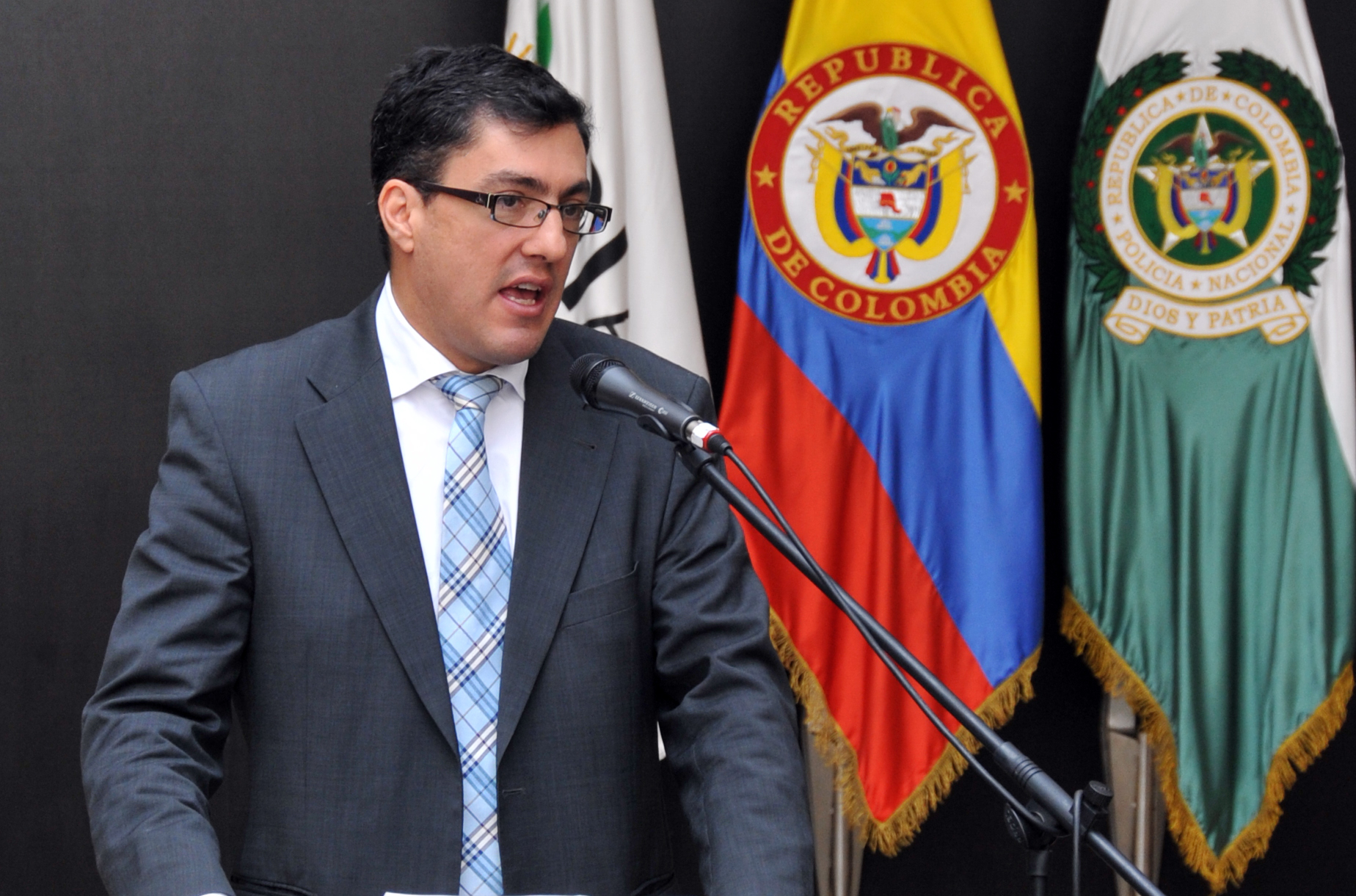
Juan Ricardo Ortega

- Miguel Triana Uribe (1943), sacerdote católico.
- Andrés Pombo Pombo (1943), economista.
- José Joaquín Casas Fajardo (1944), abogado, expresidente de la Junta Directiva del Jockey Club de Bogotá.
- Enrique Triana Uribe (1946), arquitecto.
- Camilo Torres Restrepo (1948), sacerdote católico, pionero de la Teología de la Liberación.
- Alberto Dangond Uribe (1947), intelectual, periodista, escritor.
- Roberto García-Peña Archila (1948), diplomático.
- Fernando Gómez Agudelo (1948), político, intelectual, pionero de la televisión en Colombia.
- Rafael Puyana Michelsen (1948), clavicembalista.
- Enrique Umaña De Brigard (1948), abogado.
- Diego Uribe Vargas (1948), abogado, diplomático, Ministro de Relaciones Exteriores (en la imagen).
- Álvaro Mallarino Pardo (1949), economista.
- Nicolás Samper Santamaría (1949), arquitecto.
- Juan Valenzuela Carrizosa (1949), arquitecto.
- Julio Rebolledo Arboleda (1950), industrial.
- Dionisio Araújo Vélez (1950), Viceministro de Minas y Energía, Gerente del diario "El Siglo", Presidente de la Federación Nacional de Comerciantes de Colombia "FENALCO".
- Arturo Arboleda Álvarez (1952), administrador de empresas.
- Carlos Roberto Kling Bauer (1952), empresario.
- Fernando Umaña Montoya (1952), sacerdote católico.
- Germán Borda Camacho (1954), músico (en la imagen).
- Eduardo Camacho Guizado (1954), lingüista.
- Harry Child Williamson (1955), arquitecto.
- Francisco Ortega Acosta (1955), economista, Gerente General del Banco de la República.
- Víctor Vega Gómez (1956), economista y exfutbolista profesional (Millonarios FC, Club Independiente Santa Fe y Selección Colombia).
- Eduardo Sarmiento Palacio (1957), economista, escritor, teórico de la economía.
- Joaquín Umaña Montoya (1957), arquitecto.
- Álvaro Camacho Guizado (1958), sociólogo, columnista de opinión.
- Andrés Santamaría Pombo (1958), abogado.
- Alberto Casas Santamaría (1961), concejal de Bogotá, diputado a la Asamblea por Cundinamarca, fundador de la agencia de publicidad Atenas BBDO, representante de Colombia ante la Asamblea General de las Naciones Unidas, representante a la cámara, senador, embajador de Colombia en México y Venezuela, ministro de comunicaciones, ministro de cultura y periodista.[7][8][9]
- Gonzalo García Valdivieso (1961), antropólogo, escritor, columnista de opinión en temas de género.
- Hernando Herrera Vergara (1961), abogado, magistrado de la Corte Suprema de Justicia, Embajador de Colombia en Costa Rica.
- Pedro Navas Sanz de Santamaría (1961), industrial.
- Juan Manuel Arboleda Puyana (1962), ingeniero civil.
- Juan Miguel Huertas Escallón (1962), sacerdote, capellán de la Catedral Primada de Bogotá.
- Roberto Pombo Urdaneta (1963), arquitecto.
- Sabas Pretelt de la Vega (1963), economista, industrial, Ministro del Interior, Embajador de Colombia en Italia.
- José Clopatofsky Londoño (1964), periodista, director de la revista "Motor" del diario El Tiempo.
- Carlos Ospina Ovalle (1964), general de la República, comandante general de las Fuerzas Armadas de Colombia.
- Juan Gustavo Cobo Borda (1965), poeta, escritor, diplomático, miembro de la Academia Colombiana de la Lengua Española.
- Luis Roberto Amador López (1966), neurólogo, inmunólogo, científico, investigador.
- Mauricio Laurens Tapias (1966), periodista, cineasta, crítico y comentarista de cine.
- Mons. Juan Vicente Córdoba Villota (1968), sacerdote católico, miembro de la Compañía de Jesús, Obispo de Fontibón, Presidente Nacional de CONACED, Secretario de la Conferencia Episcopal Colombiana (en la imagen).
- Juan Andrés Pombo Casabianca (1969), administrador de empresas, corredor de bienes raíces.
- Mauricio Sanz Álvarez-Lleras (1971), ingeniero mecánico.
- Víctor Laignelet Sourdís (1972), artista plástico.
- Eduardo Posada Carbó (1973), historiador, columnista de opinión, abogado.
- Fernando Ruiz Gómez (1975), Ministro de Salud y Protección Social.
- Santiago Uribe-Holguín y Uribe (1975), artista plástico.
- Camilo Ospina Bernal (1976), abogado, Ministro de Defensa Nacional, Embajador de Colombia ante la OEA
- Rodrigo Uricoechea Sanclemente (1976), oftalmólogo.
- Óscar Iván Zuluaga Escobar (1976), economista, Presidente de ACESCO, Senador de la República, Alto Consejero Presidencial, Ministro de Hacienda y Crédito Público, candidato a la Presidencia de la República (en la imagen).
- Jaime Sánchez Cristo (1976), productor de cine y televisión.
- Christian Zitzman Betancourt (1976), fotógrafo publicitario
- Gustavo Francisco Ardila Latiff (1978), administrador de empresas, Presidente de Bancóldex.
- Fernando Carrillo Flórez, (1978), miembro de la Asamblea Nacional Constituyente, ministro de Justicia, representante del BID en Brasil, director de la Agencia de Defensa Jurídica del Estado, ministro del Interior, embajador de Colombia en España, procurador general de la Nación (en la imagen).
- Mauricio Cárdenas Santamaría (1979), economista, ministro de Transporte, director nacional de Planeación, ministro de Minas y Energía, ministro de Hacienda y Crédito Público (en la imagen).
- Luis Fernando Posada Guerra (1979), Gerente General de la Casa Editorial El Tiempo.
- Armando Benedetti (1980), Vicepresidente Comercial de ECOSALUD, Concejal de Bogotá, Representante a la Cámara, Senador de la República, Presidente del Congreso de la República.
- Alejandro Char Chaljub (1983), Ingeniero civil, empresario, político, Alcalde de Barranquilla (en la imagen).
- Juan Ricardo Ortega (1984), Viceministro de Comercio, Director de FOGAFIN, Secretario de Hacienda del Distrito de Bogotá, Director de la DIAN, Presidente del Grupo Energía Bogotá (en la imagen).
- Carlos Costa Posada (1985), Ministro de Ambiente, Vivienda y Desarrollo
- José Miguel De la Calle Restrepo (1986), abogado, Superintendente de Industria y Comercio.
- Camilo Montoya Gaviria (1988), comunicador social, periodista, presentador de televisión en el canal CNN en Español.
- Jorge Enrique Bedoya Vizcaya (1990), Presidente de FENAVI, Viceministro de Política y Asuntos Internacionales del Ministerio de Defensa Nacional, Presidente de la Sociedad de Agricultores de Colombia.
- Javier Gamboa Benavides (1992), Viceministro de Comercio Exterior, Jefe Negociador Internacional de Colombia, Viceministro Técnico de la Protección Social.
- Santiago Vargas Domínguez (1994), Ph.D. en Astrofísica. Coordinador de Investigación del Observatorio Astronómico Nacional, columnista y escritor de libros de divulgación científica.
- Antonio Copete (1995), Ph.D. en Física e investigador científico en astrofísica y altas energías en el Centro Smithsonian de Astrofísica de la Universidad de Harvard.
- Felipe María Santodomingo (1996), Músico y compositor del grupo The Monas.

## Enlaces
- Página oficial Sede Norte
- Página oficial Sede Retiro (enlace roto disponible en Internet Archive; véase el historial, la primera versión y la última).
- Página oficial Sede Barranquilla